# Ski acrobatique aux Jeux olympiques de 2018 – Bosses femmes
Navigation
Sotchi 2014 Pékin 2022
L'épreuve féminine des bosses aux Jeux olympiques d'hiver de 2018 a lieu du 9 février 2018 au 11 février 2018 au Bokwang Phoenix Park. L'épreuve est présente depuis les Jeux olympiques de 1992 qui se sont déroulés à Albertville, soit lors de l'apparition officielle du ski acrobatique au programme olympique.
L'épreuve est remporté par la française Perrine Laffont, devant la canadienne Justine Dufour-Lapointe puis devant la kazakhe Yuliya Galysheva.

## Calendrier
| Date            | Manche         | Horaire | Horaire |
| --------------- | -------------- | ------- | ------- |
| 9 février 2018  | Qualifications | 10:00   |         |
| 11 février 2018 | Finale         | 19:30   |         |

## Médaillées
| Or                       | Argent                           | Bronze                        |
| Perrine Laffont (France) | Justine Dufour-Lapointe (Canada) | Yuliya Galysheva (Kazakhstan) |

## Résultats
- Qualifications 1 : sur les 30 athlètes présentes, 10 vont en finale 1 directement.
- Qualifications 2 : les 20 autres athlètes ont une séance de rattrapage où les 10 meilleurs rejoignent la finale 1.
- Finale 1 : sur les 20 athlètes encore en lice, 12 rejoignent la finale 2
- Finale 2 : sur les 12 athlètes encore en lice, 6 rejoignent la finale 3
- Finale 3 : 6 athlètes en lice pour les 3 médailles

### Qualifications

#### Qualification 1
| Rang | Dossard | Athlète                 | Nationalité  | Temps | Score | Score | Score | Total |
| Rang | Dossard | Athlète                 | Nationalité  | Temps | Tours | Air   | Temps | Total |
| ---- | ------- | ----------------------- | ------------ | ----- | ----- | ----- | ----- | ----- |
| 1    | 13      | Perrine Laffont         | France       | 28,87 | 50,5  | 13,75 | 15,47 | 79,72 |
| 2    | 3       | Andi Naude              | Canada       | 29,10 | 49,6  | 14,79 | 15,21 | 79,60 |
| 3    | 5       | Morgan Schild           | États-Unis   | 29,76 | 48,8  | 14,48 | 14,48 | 77,74 |
| 4    | 8       | Justine Dufour-Lapointe | Canada       | 29,26 | 48,3  | 14,33 | 15,03 | 77,66 |
| 5    | 18      | Jaelin Kauf             | États-Unis   | 28,91 | 48,3  | 13,73 | 15,42 | 77,45 |
| 6    | 2       | Britteny Cox            | Australie    | 28,94 | 48,4  | 12,99 | 15,39 | 76,78 |
| 7    | 19      | Yuliya Galysheva        | Kazakhstan   | 30,51 | 47,1  | 15,64 | 13,62 | 76,36 |
| 8    | 10      | Keaton McCargo          | États-Unis   | 29,84 | 48,5  | 12,80 | 14,37 | 75,67 |
| 9    | 9       | Arisa Murata            | Japon        | 29,90 | 46,0  | 13,83 | 14,30 | 74,13 |
| 10   | 16      | Audrey Robichaud        | Canada       | 32,32 | 48,3  | 12,60 | 11,58 | 72,48 |
| 11   | 20      | Regina Rakhimova        | Russie (OAR) | 31,74 | 45,4  | 14,14 | 12,23 | 71,77 |
| 12   | 1       | Marika Pertakhiya       | Russie (OAR) | 30,37 | 44,6  | 12,05 | 13,78 | 70,43 |
| 13   | 15      | Chloé Dufour-Lapointe   | Canada       | 30,01 | 44,0  | 11,35 | 14,18 | 69,53 |
| 14   | 21      | Jakara Anthony          | Australie    | 30,52 | 43,4  | 12,48 | 13,61 | 69,49 |
| 15   | 25      | Madii Himbury           | Australie    | 31,45 | 44,0  | 12,42 | 12,56 | 68,98 |
| 16   | 30      | Camille Cabrol          | France       | 31,96 | 44,7  | 12,21 | 11,98 | 68,89 |
| 17   | 28      | Claudia Gueli           | Australie    | 31,17 | 43,1  | 12,71 | 12,87 | 68,68 |
| 18   | 11      | Hedvig Wessel           | Norvège      | 29,70 | 42,0  | 12,11 | 14,53 | 68,64 |
| 19   | 14      | Seo Jee-won             | Corée du Sud | 30,71 | 45,0  | 10,07 | 13,39 | 68,46 |
| 20   | 17      | Ekaterina Stolyarova    | Russie (OAR) | 30,82 | 42,3  | 12,12 | 13,27 | 67,69 |
| 21   | 6       | Deborah Scanzio         | Suisse       | 30,82 | 41,2  | 11,91 | 13,27 | 66,38 |
| 22   | 29      | Tess Johnson            | États-Unis   | 30,56 | 41,7  | 10,29 | 13,56 | 65,55 |
| 23   | 26      | Katharina Förster       | Allemagne    | 29,71 | 39,4  | 9,25  | 14,52 | 63,17 |
| 24   | 24      | Léa Bouard              | Allemagne    | 29,18 | 33,6  | 6,99  | 15,12 | 55,71 |
| 25   | 12      | Melanie Meilinger       | Autriche     | 33,78 | 37,0  | 8,02  | 9,93  | 54,95 |
| 26   | 22      | Ayaulum Amrenova        | Kazakhstan   | 35,15 | 36,5  | 7,89  | 8,39  | 52,78 |
| 27   | 4       | Wang Jin                | Chine        | 34,87 | 35,9  | 6,69  | 8,70  | 51,29 |
| 28   | 23      | Guan Ziyan              | Chine        | 36,30 | 32,7  | 8,32  | 7,09  | 48,11 |
| 29   | 27      | Tetiana Petrova         | Ukraine      | 36,69 | 31,5  | 8,04  | 6,65  | 46,19 |
| 30   | 7       | Seo Jung-hwa            | Corée du Sud | 41,80 | 9,2   | 6,47  | 0,90  | 16,57 |

#### Qualification 2
| Rang | Dossard | Athlète               | Nationalité  | Qual 1 | Temps | Score | Score | Score | Total | Meilleur temps | Notes |
| Rang | Dossard | Athlète               | Nationalité  | Qual 1 | Temps | Tours | Air   | Temps | Total | Meilleur temps | Notes |
| ---- | ------- | --------------------- | ------------ | ------ | ----- | ----- | ----- | ----- | ----- | -------------- | ----- |
| 1    | 19      | Tess Johnson          | États-Unis   | 65,55  | 30,97 | 50,0  | 12,23 | 13,10 | 75,33 | 75,33          | Q     |
| 2    | 9       | Ekaterina Stolyarova  | Russie (OAR) | 67,69  | 30,63 | 47,8  | 12,12 | 13,48 | 73,40 | 73,40          | Q     |
| 3    | 11      | Jakara Anthony        | Australie    | 69,49  | 31,69 | 48,3  | 12,76 | 12,29 | 73,35 | 73,35          | Q     |
| 4    | 10      | Regina Rakhimova      | Russie (OAR) | 71,77  | 31,95 | 46,7  | 14,12 | 12,00 | 72,82 | 72,82          | Q     |
| 5    | 5       | Hedvig Wessel         | Norvège      | 68,64  | 30,03 | 44,9  | 12,60 | 14,16 | 71,66 | 71,66          | Q     |
| 6    | 4       | Seo Jung-hwa          | Corée du Sud | 16,57  | 29,45 | 44,4  | 12,37 | 14,81 | 71,58 | 71,58          | Q     |
| 7    | 1       | Marika Pertakhiya     | Russie (OAR) | 70,43  | 36,98 | 16,8  | 7,79  | 6,33  | 30,92 | 70,43          | Q     |
| 8    | 8       | Chloé Dufour-Lapointe | Canada       | 69,53  | 29,45 | 43,4  | 10,27 | 14,81 | 68,48 | 69,53          | Q     |
| 9    | 16      | Katharina Förster     | Allemagne    | 63,17  | 30,05 | 45,9  | 9,34  | 14,14 | 69,38 | 69,38          | Q     |
| 10   | 15      | Madii Himbury         | Australie    | 68,98  | 31,44 | 45,8  | 10,99 | 12,57 | 69,36 | 69,36          | Q     |
| 11   | 3       | Deborah Scanzio       | Suisse       | 66,38  | 31,29 | 44,7  | 11,58 | 12,74 | 69,02 | 69,02          |       |
| 12   | 20      | Camille Cabrol        | France       | 68,89  | DNF   |       |       |       |       | 68,89          |       |
| 13   | 18      | Claudia Gueli         | Australie    | 68,68  | 38,35 | 19,5  | 10,91 | 4,78  | 35,19 | 68,68          |       |
| 14   | 7       | Seo Jee-won           | Corée du Sud | 68,46  | 31,55 | 44,2  | 7,96  | 12,45 | 64,61 | 68,46          |       |
| 15   | 14      | Léa Bouard            | Allemagne    | 55,71  | 28,96 | 40,1  | 9,62  | 15,36 | 65,08 | 65,08          |       |
| 16   | 6       | Melanie Meilinger     | Autriche     | 54,95  | 34,61 | 41,2  | 7,51  | 9,00  | 57,71 | 57,71          |       |
| 17   | 12      | Ayaulum Amrenova      | Kazakhstan   | 52,78  | 35,25 | 23,4  | 7,00  | 8,28  | 38,68 | 52,78          |       |
| 18   | 13      | Guan Ziyan            | Chine        | 48,11  | 35,50 | 35,6  | 8,20  | 8,00  | 51,80 | 51,80          |       |
| 19   | 2       | Wang Jin              | Chine        | 51,29  | 35,01 | 28,2  | 6,31  | 8,55  | 43,06 | 51,29          |       |
| 20   | 17      | Tetiana Petrova       | Ukraine      | 46,19  | 37,62 | 14,3  | 3,16  | 5,61  | 23,07 | 46,19          |       |

### Finales

#### Finale 1
| Rang | Dossard | Athlète                 | Nationalité  | Temps | Score | Score | Score | Total |   |
| Rang | Dossard | Athlète                 | Nationalité  | Temps | Tours | Air   | Temps | Total |   |
| ---- | ------- | ----------------------- | ------------ | ----- | ----- | ----- | ----- | ----- | - |
| 1    | 17      | Justine Dufour-Lapointe | Canada       | 29,70 | 50,6  | 14,37 | 14,53 | 79,50 | Q |
| 2    | 16      | Jaelin Kauf             | États-Unis   | 28,79 | 50,7  | 12,47 | 15,56 | 78,73 | Q |
| 3    | 13      | Keaton McCargo          | États-Unis   | 30,04 | 50,6  | 12,13 | 14,15 | 76,88 | Q |
| 4    | 8       | Jakara Anthony          | Australie    | 30,46 | 50,1  | 13,04 | 13,67 | 76,81 | Q |
| 5    | 15      | Britteny Cox            | Australie    | 29,19 | 48,1  | 12,59 | 15,10 | 75,79 | Q |
| 6    | 20      | Perrine Laffont         | France       | 29,33 | 48,1  | 12,71 | 14,95 | 75,76 | Q |
| 7    | 14      | Yuliya Galysheva        | Kazakhstan   | 30,62 | 47,3  | 14,31 | 13,49 | 75,10 | Q |
| 8    | 11      | Audrey Robichaud        | Canada       | 32,00 | 47,2  | 15,13 | 11,94 | 74,27 | Q |
| 9    | 10      | Tess Johnson            | États-Unis   | 30,68 | 47,7  | 12,97 | 13,43 | 74,10 | Q |
| 10   | 19      | Andi Naude              | Canada       | 29,06 | 45,5  | 13,24 | 15,25 | 73,99 | Q |
| 11   | 7       | Regina Rakhimova        | Russie (OAR) | 30,92 | 46,6  | 13,82 | 13,16 | 73,58 | Q |
| 12   | 9       | Ekaterina Stolyarova    | Russie (OAR) | 30,52 | 48,0  | 11,62 | 13,61 | 73,23 | Q |
| 13   | 2       | Katharina Förster       | Allemagne    | 29,63 | 46,4  | 11,32 | 14,61 | 72,33 |   |
| 14   | 5       | Seo Jung-hwa            | Corée du Sud | 29,77 | 45,0  | 12,86 | 14,45 | 72,31 |   |
| 15   | 18      | Morgan Schild           | États-Unis   | 30,80 | 45,5  | 13,44 | 13,29 | 72,23 |   |
| 16   | 4       | Marika Pertakhiya       | Russie (OAR) | 30,52 | 46,9  | 11,14 | 13,61 | 71,65 |   |
| 17   | 3       | Chloé Dufour-Lapointe   | Canada       | 30,39 | 45,8  | 11,43 | 13,75 | 70,98 |   |
| 18   | 12      | Arisa Murata            | Japon        | 30,51 | 44,8  | 12,35 | 13,62 | 70,77 |   |
| 19   | 6       | Hedvig Wessel           | Norvège      | 29,99 | 43,0  | 11,57 | 14,20 | 68,77 |   |
| 20   | 1       | Madii Himbury           | Australie    | 31,03 | 42,5  | 12,66 | 13,03 | 68,19 |   |

#### Finale 2
| Rang | Dossard | Athlète                 | Nationalité  | Temps | Score | Score | Score | Total |   |
| Rang | Dossard | Athlète                 | Nationalité  | Temps | Tours | Air   | Temps | Total |   |
| ---- | ------- | ----------------------- | ------------ | ----- | ----- | ----- | ----- | ----- | - |
| 1    | 3       | Andi Naude              | Canada       | 28,98 | 48,2  | 15,24 | 15,34 | 78,78 | Q |
| 2    | 8       | Britteny Cox            | Australie    | 28,99 | 49,6  | 13,35 | 15,33 | 78,28 | Q |
| 3    | 7       | Perrine Laffont         | France       | 29,78 | 49,7  | 13,72 | 14,44 | 77,86 | Q |
| 4    | 12      | Justine Dufour-Lapointe | Canada       | 29,70 | 49,1  | 13,85 | 14,53 | 77,48 | Q |
| 5    | 9       | Jakara Anthony          | Australie    | 30,48 | 50,4  | 12,80 | 13,65 | 76,85 | Q |
| 6    | 6       | Yuliya Galysheva        | Kazakhstan   | 30,65 | 47,6  | 15,75 | 13,46 | 76,81 | Q |
| 7    | 11      | Jaelin Kauf             | États-Unis   | 28,74 | 47,3  | 13,12 | 15,61 | 76,03 |   |
| 8    | 10      | Keaton McCargo          | États-Unis   | 29,54 | 48,2  | 12,88 | 14,71 | 75,79 |   |
| 9    | 5       | Audrey Robichaud        | Canada       | 32,47 | 48,2  | 15,28 | 11,41 | 74,89 |   |
| 10   | 2       | Regina Rakhimova        | Russie (OAR) | 30,87 | 46,0  | 14,34 | 13,21 | 73,55 |   |
| 11   | 1       | Ekaterina Stolyarova    | Russie (OAR) | 30,48 | 47,1  | 11,99 | 13,65 | 72,74 |   |
| 12   | 4       | Tess Johnson            | États-Unis   | 30,77 | 46,7  | 10,47 | 13,32 | 70,49 |   |

#### Finale 3
| Rang                                | Dossard | Athlète                 | Nationalité | Temps | Score | Score | Score | Total | Notes |
| Rang                                | Dossard | Athlète                 | Nationalité | Temps | Tours | Air   | Temps | Total | Notes |
| ----------------------------------- | ------- | ----------------------- | ----------- | ----- | ----- | ----- | ----- | ----- | ----- |
| Médaille d'or, Jeux olympiques      | 3       | Perrine Laffont         | France      | 29,36 | 50,5  | 13,24 | 14,91 | 78,65 |       |
| Médaille d'argent, Jeux olympiques  | 6       | Justine Dufour-Lapointe | Canada      | 29,54 | 49,4  | 14,45 | 14,71 | 78,56 |       |
| Médaille de bronze, Jeux olympiques | 5       | Yuliya Galysheva        | Kazakhstan  | 30,14 | 47,9  | 15,47 | 14,03 | 77,40 |       |
| 4                                   | 4       | Jakara Anthony          | Australie   | 30,94 | 49,1  | 13,12 | 13,13 | 75,35 |       |
| 5                                   | 1       | Britteny Cox            | Australie   | 28,29 | 47,3  | 11,66 | 16,12 | 75,08 |       |
| 6                                   | 2       | Andi Naude              | Canada      |       |       |       |       |       | DNF   |